# (36298) 2000 JF10
2000 JF10 (asteroide 36298) é um asteroide da cintura principal. Possui uma excentricidade de 0.05700220 e uma inclinação de 23.75878º.
Este asteroide foi descoberto no dia 3 de maio de 2000 por LINEAR em Socorro.